# Francho Nagore Laín
Francho Nagore Laín (Saragozza, 1951) è un filologo, grammatico e editore spagnolo.
È professore dell'Università di Saragozza ed è autore di lingua aragonese. Come filologo si è dedicato ad investigare la lingua aragonese nell'epoca moderna.
È vicepresidente dell'AIDLCM (Association Internationale pour la Défense dia Langues et dia Cultures Menacées). Nel 2005 ha ricevuto la medaglia d'oro di Santa Isabel di Portogallo dal Consiglio provinciale di Saragozza per il suo lavoro sull'Aragona. È uno dei fondatori del Consello d'a Fabla Aragonese, di cui è stato presidente da 1978 al 2004.
Nel 1987 ha preso parte al primo congresso per la normalizzazione dell'aragonese, durante il quale sono state approvate le norme ortografiche che si applicano a tutte le varietà dell'aragonese. Questa unificazione dei diversi dialetti ha suscitato pareri contrari da parte di alcuni filologi e madrelingua aragonesi che l'hanno considerato artificiale ed esterno alla realtà linguistica, mentre altri ne hanno apprezzato il tentativo di recupero della lingua.
Francho Nagore ha pubblicato una tesi sul panticuto, il dialetto aragonese di Panticosa, affermando che esisteva una lingua diversa dal castigliano nell'Alta Aragona, ovvero l'aragonese (o anche chiamato alto aragonese), con grandi similarità grammaticali tra i differenti dialetti disseminatosi nel territorio. La sua tesi di dottorato è stata pubblicata sulla Coronica de San Chuan d'a Peña, una delle principali opere in aragonese del secolo pubblicata nel 2003.